# Claude Gillot
Claude Gillot (28. duben 1673, Langres – 4. květen 1722, Paříž) byl francouzský malíř a designér. Je znám i jako učitel Jeana-Antoina Watteaua a Nicolase Lancreta.
Proslavil se zejména tím, že se jako první odklonil od pompézního stylu Ludvíka XIV. Ve svých mytologických obrazech začal nahrazovat klasické řecké bohy a satyry postavami komediantů z francouzských a italských divadel. Jeho hravé mytologické krajinomalby si rychle získaly uznání a oblibu u veřejnosti. V jeho šlépějích pak pokračoval i jeho žák Jean-Antoine Watteau, který ho rychle překonal, a i díky tomu se Gillot začal věnovat jiné oblasti umění – rytectví. Kromě toho je jeho jméno také úzce spojeno s operou, kde se proslavil jako scénograf a autor kostýmů.
Roku 1715 se stal členem Francouzské královské akademie.